# 暗色蝇子草
暗色蝇子草（学名：Silene bungei）为石竹科蝇子草属下的一个种。

## 扩展阅读
- 維基物種上的相關：暗色蝇子草